# John Geggus
John "Jack" Geggus là một cầu thủ bóng đá thi đấu ở vị trí thủ môn cho Custom House, West Ham United và Gravesend United.

## Sự nghiệp câu lạc bộ
Geggus thi đấu 31 trận cho West Ham United tại Southern League, có tổng cộng 9 trận giữ sạch lưới. Sự ra đi của Geggus khỏi West Ham  diễn ra sau khi ông từ chối thi đấu trước Leyton ngày 9 tháng 4 năm 1912 khi nhận những lời bình luận chỉ trích từ cổ động viên West Ham. Vị trí của Geggus được thay thế bởi Joseph Hughes và Geggus chỉ thi đấu thêm 1 trận cho West Ham.

## Đời tư
Geggus là cháu trai của ca sĩ Cockney Rejects Jeff Turner.